# Bomarion
Bomarion is een kevergeslacht uit de familie van de boktorren (Cerambycidae). De wetenschappelijke naam van het geslacht werd voor het eerst geldig gepubliceerd in 1909 door Gounelle.

## Soorten
Bomarion omvat de volgende soorten:
- Bomarion achrostum Napp & Martins, 1982
- Bomarion affabile Napp & Martins, 1982
- Bomarion amborense Galileo & Martins, 2008
- Bomarion anormale (Thomson, 1867)
- Bomarion aureolatum Martins, 1968
- Bomarion boavidai Martins, 1968
- Bomarion carenatum Martins, 1962
- Bomarion caudatum Martins & Galileo, 2012
- Bomarion fraternum Napp & Martins, 1982
- Bomarion heteroclitum (Thomson, 1867)
- Bomarion lineatum Gounelle, 1909
- Bomarion signatipenne Gounelle, 1909